# Igbo (sprog)
Igbo var det officielle sprog i den tidligere stat Biafra. Det er et sprog, der tales i det sydøstlige Nigeria. Det tales af mere end 18 millioner mennesker. Igbo er et tonesprog. Sproget skrives med latinske bogstaver.
| Igbo            | Dansk                     |
| --------------- | ------------------------- |
| Kedu?           | Hej (hvordan har du det)? |
| Kedu ka i mere? | Hvordan har du det?       |
| Ö dï mma.       | Jeg er ok.                |
| Ndewo           | Velkommen                 |
| Imela           | Tak                       |
| Jisie ike       | Giv ikke op               |
| Ibọlachi        | Godmorgen                 |
| Kachifo         | Godnat/Farvel             |
| Aham bu Ada     | Jeg er Ada                |